# Mathiang Muo
Mathiang Mauot Muo (Khartum, 4 marzo 1987) è un cestista sudsudanese con cittadinanza australiana.

## Carriera
Con il Sudan del Sud ha disputato i Campionati africani del 2021.

## Palmarès
- Campionato australiano: 1

Perth Wildcats: 2013-14
- State Basketball League: 1

East Perth Eagles: 2014
- SEABL: 1

Hobart Chargers: 2018